# شجرة التوليب الإفريقية
شجرة التوليب الأفريقية (الإسم العلمي:Spathodea)، هو جنس يتبع فصيلة البنيونية من رتبة الشفويات. وهي تحتوي على نوع واحد فقط والاسم العلمي للنوع هو Spathodea campanulata، وهي إحدى نباتات أفريقيا، وتتواجد كذلك في أستراليا وبعض أنحاء أمريكا الجنوبية وتنمو بطول يتراوح بين 7 إلى 25 متر.